# Risen 2: Dark Waters
Risen 2: Dark Waters est un jeu vidéo de rôle développé par la société allemande Piranha Bytes et distribué par la société allemande Deep Silver, filiale de Koch Media.
Le développement de jeu a été officiellement annoncé par Deep Silver le 18 août 2010, lors d'une conférence de presse au salon GamesCom de Cologne. Le site officiel a été ouvert le 19 février 2011. Le jeu est sorti le 22 mai 2012 en Amérique du Nord et le 25 mai 2012 en Europe.
Il est disponible sur PC, PlayStation 3 et Xbox 360. La version PC est directement développée par Piranha Bytes. Comme pour Risen, la société française Wizarbox s'est vu confier le portage du jeu vers les consoles Xbox 360 et pour la première fois Playstation 3.
La version PC est protégée contre les copies illégales par le système DRM de la plateforme de jeu Steam. Il sera donc nécessaire de posséder un compte Steam pour y jouer,.

## Trame
Risen 2 : Dark Waters débute dans la petite ville portuaire de Caldera.
Les derniers vestiges de l'Inquisition se sont rassemblés dans la forteresse de cristal et tentent encore de lutter contre les Titans. Malheureusement, des monstres marins entraînent des désagréments et les bateaux qui étaient censés apporter des équipements importants se perdent en mer. Le personnage principal est le héros de Risen 1. Toutefois, il est maintenant un homme brisé et sans illusion qui s'est tourné vers l'alcool. Il porte un bandeau sur l'œil qui cache l'oculaire de l'Inquisiteur de Risen 1. Le jeu commence avec le commandant Carlos (connu de Risen 1) qui ordonne au héros de l'aider à propos d'un navire qui a fait naufrage sur les côtes de l'île. Parmi les naufragés, il y a une autre vieille connaissance : Patty. Elle est toujours à la recherche de son père, le fameux pirate Grégoire-Emmanuel Barbe-d'Acier, et la rumeur dit qu'il a trouvé le moyen de naviguer sur les mers sain et sauf. Ils décident de faire équipe pour le trouver.

### Personnages
Dans la pure tradition des jeux développés par Piranha Bytes, le personnage principal n'a pas de nom. On l'appelle simplement le héros sans nom (HSN).

## Système de jeu
Comme dans le précédent opus, on ne choisit ni son personnage ni sa classe. Par contre, afin de mieux coller à l'aspect piraterie du jeu, les caractéristiques et la progression ont été modifiées par rapport à Risen. Les points d'expérience et les points d'apprentissage ont été remplacés par les points de gloire qui permettent d'augmenter directement les caractéristiques du héros sans avoir à passer par des instructeurs. Les compétences s'obtiennent toujours en payant un formateur mais ne coûtent rien d'autre que de l'argent.
Le joueur peut utiliser un large éventail d'armes, dont pour la première fois des armes à feu. Alternativement, le joueur peut choisir de jouer comme un sorcier vaudou.
Risen 2 : Dark Waters propose au joueur un monde virtuel semi-ouvert : chaque île correspond à une zone qui nécessite un chargement en mémoire du PC, mais une fois la zone chargée, on peut y évoluer librement, sans entrave ni coupure pour charger de nouveaux éléments. Au début du jeu, toutes les îles ne sont pas accessibles mais elles le deviennent au fil de l'histoire.

## Développement
À la suite des nombreuses critiques suscitées par la piètre qualité du portage du premier opus, l'éditeur a cette fois décidé que le jeu serait développé conjointement sur les trois plates-formes depuis le début du projet, avec quelques experts de Piranha Bytes préparant les éléments pour WizarBox et avec des tests de contrôle tous les 30 ou 60 jours.
Le nom officiel du second opus et le site officiel de Risen 2 : Dark Waters sont annoncés le 19 février 2011. La sortie du jeu est annoncée pour le 22 mai 2012 (Canada et USA) et le 25 mai 2012 (Europe).